# 高冈短期大学
高冈短期大学（日语：／ Takaoka Tanki Daigaku *），简称高冈短大，是过去一所位于日本富山县高冈市的国立短期大学。

## 概要

### 简介
- 短期大学为于1986年开办、由国立大学法人富山大学经营、招生到2005年[1]（但专科招生到2007年）、停办于2010年[1]。为男女同校。

### 历史
- 1983年 高冈短期大学成立并同时设置两个学科七个专攻、以下列举（但开始招収男女学生于1986年）[1]。
  - 产业工艺学科
    - 金属工艺专攻
    - 漆工艺专攻
    - 木材工艺专攻
    - 产业设计专攻

  - 产业信息学科
    - 经营实际业务专攻
    - 信息处理专攻
- 1988年 地区产业专攻成立于专科。
- 1995年 专科分离为三个专攻、以下列举。
  - 产业造型专攻
  - 产业设计专攻
  - 地区商务专攻
- 2000年 两个学科七个专攻改编为三个学科、以下列举。
  - 产业工艺学科→产业造型学科
  - 产业设计专攻
  - 地区商务学科
- 2005年 短期大学本科招生最后、次年停止招生[1]
- 2007年 短期大学专科招生最后、次年停止招生（正式停办于2010年3月31日[1]）。

## 学校环境
- 校区：在富山县高冈市[注 1]

## 历任校长
- 横山保：第一代短期大学校长[2]。

## 组织

### 学科
- 产业造型学科
- 产业设计学科
- 地区商务学科

### 前学科
| - 产业工艺学科 - 金属工艺专攻 - 漆工艺专攻 - 木材工艺专攻 - 产业设计专攻 - 产业信息学科 - 经营实际业务专攻 - 信息处理专攻 - 商务外语专攻 |

### 专科
| - 产业造型专攻 - 产业设计专攻 - 地区商务专攻 |

### 业余课程
| - 没有 |

## 相关链接
- 日本短期大学列表
- 富山大学经营短期大学部